# Relations entre la France et Madagascar
Les relations entre la France et Madagascar sont des relations internationales s'exerçant entre la République française, un État principalement européen, et la République de Madagascar, un pays insulaire de l'océan Indien. Elles sont structurées par deux ambassades, l'ambassade de France à Madagascar et l'ambassade de Madagascar en France.

## Histoire

### Indépendance malgache
Le 22 août 1958, Charles de Gaulle se déplace à Madagascar, colonie française depuis 1896, et promet aux habitants que leur pays va redevenir un « véritable État ». Lors du référendum d'octobre 1958, le peuple de Madagascar se prononce en faveur de l'adhésion à la Communauté. Le 15 mars 1958, la République française considère abrogée la loi d'annexion du 6 août 1896. Puis du 11 février au 2 avril 1960, les deux pays négocient dans la bonne entente l'indépendance de Madagascar. Le 26 juin 1960, Madagascar, ancienne colonie française, accède à son indépendance. Dans cet accord, Madagascar accepte de maintenir son adhésion à la Communauté française, et la France accepte de subvenir financièrement aux besoins en développement de la grande île.
La France est régulièrement suspectée de s’ingérer dans les affaires intérieures malgaches.

### 2002: présidence de Marc Ravalomanana
En 2002, l'accession à la fonction présidentielle de Marc Ravalomanana froisse la diplomatie française qui entretenait de bons termes avec le président sortant Didier Ratsiraka. Ravalomanana est taxé de « pro-américain » car il ne favorise pas systématiquement les entreprises françaises, et est donc perçu comme une menace pour les intérêts français à Madagascar. En janvier 2002, la France envoie Guy Penne pour tenter de résoudre la crise (élection contestée de décembre 2011), sans résultat. La France se tourne ensuite vers l'Organisation de l'unité africaine (OUA) pour appuyer la victoire de Ratsiraka. Cette médiation échoue également, et Ravalomanana se fait investir président. La diplomatie française crie alors à la « tentative de coup de force », mais les États-Unis réfutent poliment. À la suite de l'accord de Dakar du 18 avril, les votes sont recomptés dans l'idée de procéder à de nouvelles élections pour trancher, mais la Haute cour constitutionnelle avalise l'avance de Ravalomanana dans ce recompte, et le proclame alors Président de la République, ce que la diplomatie française dénonce comme un tour de passe-passe.
À la suite de cet échec diplomatique, Didier Ratsiraka se retire en France. L'OUA finit par ne pas reconnaître les deux protagonistes de la présidentielle malgache, et la France en appelle à un gouvernement d'union national en dernier recours, une proposition refusée par le nouveau président malgache.
En 2005, la France voit d'un mauvais œil l'adhésion de Madagascar à la Communauté de développement d'Afrique australe (SADC) dont le poids lourd est l'Afrique du Sud, bras armé de la diplomatie anglo-américaine en Afrique australe. L'adoption en 2007 de l'anglais en troisième langue est également perçue comme un effritement de la dominance française à Madagascar. En 2005, contre toute attente, le groupe Bolloré perd la concession du port de Toamasina. Cependant, la plupart des entreprises françaises sur place bénéficient du libéralisme économique initié par Ravalomanana.
En juillet 2008, l'ambassadeur français Gildas Le Lidec est renvoyé à Paris par Marc Ravalomanana, soupçonné de « porter le mauvais œil ».
Le gouvernement français a exercé une forte pression pour que le gouvernement malgache autorise, en septembre 2008, la multinationale française Total à explorer les sables bitumineux de Bemolanga.

### 2009: crise politique de 2009
Puis éclate la crise politique de 2009 à Madagascar. Selon Pierre Van den Boogaerde du FMI et Niels Marquardt de l'ambassade des États-Unis à Madagascar, la France finance les forces militaires stratégiques en vue d'un renversement politique, et Andry Rajoelina est perçu comme le « favori » de Paris.

### Depuis 2013
À la suite de l'élection présidentielle en 2017 d'Emmanuel Macron à la tête de l'État français, la ministre des Affaires étrangères malgache Béatrice Attalah déclare que cette nouvelle présidence française signe la continuité des relations entre les deux pays.
En 2017, l'aide française au développement à Madagascar, notamment mise en place par l'Agence française de développement s'élève à un total de 77,3 millions d'euros.
En janvier 2018, lors de la 71e Assemblée générale des Nations unies, Madagascar demande à la France la restitution des îles Éparses de l'océan Indien qui sont restées françaises depuis l'indépendance pour garder le contrôle sur le stratégique canal du Mozambique. Le sujet avait déjà été évoqué lors de la rencontre à l'Élysée entre les présidents Emmanuel Macron et Hery Rajaonarimampianina.

### Depuis 2025
En mars 2025, Emmanuel Macron le président français, s'engage à la restitution de trois crânes sakalava à l'état de Madagascar, jusqu’alors conservés au Musée de l’homme, à Paris, en France.
En avril 2025, la France annonce la création d’une commission mixte d’historiens sur les « atrocités » de la décolonisation
Cette commission sera chargée de travailler sur la violente répression de l’insurrection de 1947.
En mai 2025, Andry Rajoelina a réaffirmé l'intention de se rendre lui-même sur les îles Éparses, îles française bordant les eaux malgaches, tout en privilégiant la voie du dialogue pour résoudre ce contentieux de plusieurs décennies, après l'époque impériale européenne, en Afrique.

## Échanges commerciaux
La France représente le premier partenaire commercial de Madagascar avec 974 millions d'euros d'échanges en 2017, et son premier client en captant 22 % des exportations malgaches. En 2022, les échanges sont chiffrés à 1,1 milliards d'euros, en progression de 28% par rapport à 2021.
Environ sept cents entreprises à capitaux français sont installées à Madagascar en 2012.
En 2016, un touriste sur deux à Madagascar est français. 25 000 Français vivent par ailleurs dans le pays.
En 2022, la France est le quatrième investisseur dans le pays (200 millions de dollars).
La France est le premier pays d'accueil des étudiants malgaches avec environ 4 500 étudiants.